# مناهضو العنف على المرأة
مصطلح POWA  هو مصطلح باللغةِ الإنجليزية يُطلق على مُناهضي العُنفَ ضِد المرأة، وهي منظمة غير حكومية بجنوب أفريقيا تأسست عام 1979 وتقوم بِحملات ومشاريع وأبحاث متعلقة بِالعُنفِ ضِد المرأة في إفريقيا.
كانت POWA أوَّل منظمة في جنوبِ إفريقيا تُؤسِّس ملجأً للنساءِ المُعتَدى عليهنّ في عام 1981.
في عام 1999، في الوقتِ الّذي أُرتُكِبَت فيه قضيَّةُ القسوة على الفيلِ تولي، أدارت POWA إعلانًا مُثيرًا للجدل يدّعي أن الكثيرَ من الناسِ «يهتمون بالحيواناتِ التي تتعرض للإيذاءِ أكثرَ من اهتمامهم بالنساءِ المُعتدَى عليهِنَّ».

## المشاريع

### قطاع بناء وتعزيز القدرات
تُزَوِد POWA المجموعاتِ النسائية بالتعليمِ والتدريبِ والإرشادِ حتّى تفهمَ حقوقَ المرأةِ وإضفاء الطابعَ الرسمي على الخدماتِ الّتي تُؤثِّر بشكل مباشر على احتياجاتِها الحالية.

### إعادة صياغة القانون
تُحاول POWA التأثير على السياسة الوطنية والإقليمية والدوليّة بِطُرق تدعم تمكينَ المرأة ودعمها.

### تَعَلُّم الحقوق
تتضمن مسئولية مكاتبها الفرعية تعليم الحقوقِ من خلال وِرَش العمل والاجتماعات المجتمعية.

### المأوى والإرشاد
يتِمّ توفير المشورة المجانية والمأوى لِجميع النساء في جنوب إفريقيا الذين هُم في حاجة إليها.
لدى POWA 6 مكاتب تابعة و 2 ملاجئ سريّة.